# U 1005
U 1005 war ein deutsches Unterseeboot des Typs VII C, ein sogenanntes „Atlantikboot“, das im Zweiten Weltkrieg durch die Kriegsmarine eingesetzt wurde.

## Technische Daten
Ein Typ VII C-Boot erreichte, getrieben von zwei Dieselmotoren, bei der Überwasserfahrt eine Geschwindigkeit von 17 Knoten, hatte eine maximale Reichweite von 6500 sm und konnte unter Wasser mithilfe der zwei Elektromotoren 7,8 Knoten Fahrt machen, bei einer maximalen Reichweite von 80 sm.

## Kommandanten
- 30. Dezember 1943 bis 2. Juli 1944 Oblt.z.S. Joachim Methner
- 3. Juli 1944 bis 8. Mai 1945 Oblt.z.S. Hermann Lauth

Quelle:

## Einsatz und Geschichte
Das U-Boot gehörte vom 30. Dezember 1943 bis zum 31. Januar 1945 als Ausbildungsboot zur 31. U-Flottille (Hamburg) und wurde ab 1. Februar 1945 als Frontboot bei der 11. U-Flottille (Bergen) eingesetzt.
1. Feindfahrt – 8. Februar bis 20. März 1945, Operationsgebiet: Nordatlantik, Gewässer um England;
U 1005 verlässt am 8. Februar 1945 Kiel und läuft am 14. Februar 1945 in Horten ein.
Weitere Fahrten sind:
- 19. Februar 1945 – aus Horten ausgelaufen.
- 20. März 1945 – in Bergen eingelaufen.

2. Feindfahrt – 3. Mai bis 14. Mai 1945, Operationsgebiet: Nordatlantik;
U 1005 verlässt am 3. Mai 1945 Bergen und läuft am 14. Mai 1945 wieder in Bergen ein.
Überführungsfahrt – 2. Juni bis 5. Dezember 1945 (unter Oblt.z.S. Hermann Lauth)
- 2. Juni 1945 – aus Bergen ausgelaufen.
- 4. Juni 1945 – in Scapa Flow eingelaufen.
- 6. Juni 1945 – aus Scapa Flow ausgelaufen.
- 8. Juni 1945 – in Loch Ryan eingelaufen.
- 5. Dezember 1945 – aus Loch Ryan ausgelaufen.

U 1005 ist am 5. Dezember 1945 um 00:15 Uhr im Schlepp der britischen Sloop HMS Fowey (L.15), auf dem Weg zur Operation Deadlight im Nordatlantik nordwestlich von Irland 55° 33′ N, 8° 27′ W gekentert und gesunken.